# هاردكور بانك
هاردكور بانك (غالبًا ما يُشار إليه اختصارًا بـ هاردكور) هو نوع من أنواع موسيقى البانك روك وإحدى الثقافات الفرعية التي نشأت خلال أواخر السبعينات. ويتسم هذا النوع عمومًا بكونه أكثر سرعة وشدة وعدوانية مقارنةً مع أشكال البانك روك الأخرى. يمكن إرجاع جذور نشأته إلى الأوساط الموسيقية السالفة للبانك في سان فرانسيسكو وجنوب كاليفورنيا حيث ذاع كردة فعل على الجو الثقافي الهيبي الذي كان سائدًا آنذاك. كما استوحي الهاردكور بانك من موسيقى البانك روك الخاصة بمدينة نيويورك والبروتو-بانك. تميَّز الصوت الموسيقي للبانك النيويوركي بكونه أكثر حدةً من نظيره بسان فرانسيسكو، واِتَّصف بتعبيراته المناهضة للفن والتي تجسدت في الغضب الرجولي والبِدَّة والهزل الهَدّام. تستهجن موسيقى الهاردكور بانك عمومًا النزعة التجارية وصناعة الموسيقى السائدة و «أي شيء يماثل خصائص موسيقى الروك السائدة»  وغالبا ما تتناول الموضوعات الاجتماعية والسياسية بـ«كلمات المواجهة المشحونة بالسياسة».
انتشر الهاردكور بانك في أنحاء الولايات المتحدة خلال مطلع الثمانينيات، ولا سيما في واشنطن العاصمة ونيويورك ونيوجيرسي ومدينة بوسطن، وكذلك في أستراليا وكندا والمملكة المتحدة. وقد انبثق من الهاردكور بانك حركات مثل السترايت إدج (Straight edge) ويمتنع معتنقو هذه الثقافة الفرعية عن التبغ والكحول والمخدرات وترتبط بها عدة حركات أخرى، كذلك حركات الهاردلاين والناشئين. شاركت هذه الحركة بفاعلية في ظهور علامات التسجيل المستقلة في الثمانينيات ومع أخلاقيات العمل الذاتي في مشاهد الموسيقى تحت الأرض. كما أثرت في أنواع مختلفة شهدت نجاحا تجاريا واسعا، بما في ذلك موسيقى الروك البديل، والثراش ميتال، والإيمو، والميتالكور.
في حين لم يحقق الهاردكور التقليدي أي نجاح تجاري يذكر على الساحة الموسيقية السائدة، فقد نال بعض رواده الأوائل التقدير بمرور الوقت. تم تضمين ألبوم (Damaged) لفرقة بلاك فلاغ وألبوم (Double Nickels on the Dime) لفرقة مينيتمين (Minutemen) وألبوم (Day Rising) لفرقة هاسكر دو في قائمة أعظم 500 ألبوم في كل العصور الصادرة عن مجلة رولينغ ستون عام 2003. كما حازت إحدى ألبومات فرقة ديد كينيديز (Dead Kennedys) التصنيف الذهبي على مدى 25 عامًا. في عام 2011، وضع الكاتب ديفيد فريك من رولينج ستون المغني جريج جين من فرقة بلاك فلاغ في المرتبة 99 على قائمته لأعظم مائة عازف جيتار. ورغم أن هذا النوع بدأ في البلدان الغربية الناطقة بالإنجليزية، إلا أنه انتشر أيضا في إيطاليا والبرازيل واليابان وأوروبا والشرق الأوسط.

## أصل المصطلح
يقول ستيفن بلوش أن الألبوم الذي أنتجته فرقة «DOA» من فانكوفر بكندا في عام 1981 بعنوان «Hardcore '81» كان أصل اسم هذا النوع. كما وساعد هذا الألبوم أيضًا في تعريف الناس بمصطلح «هاردكور». ذكر كونستانتين بوتس أنه في حين لا يُمكن إرجاع أصل التعبير إلى مكانٍ أو وقتٍ محددين، فإن المصطلح بحد ذاته يرتبط عادةً بالتطور الحاصل في مشهد وأوساط موسيقى البانك روك في مدينة لوس أنجلوس، والذي شمل أيضًا حينذاك فئة الشباب من الممارسين لرياضة ألواح التزلج. يوضح تيم سومر في مقالٍ كتبه يعود إلى شهر سبتمبر من عام 1981 أن هذا المصطلح ينطبق على فرق البانك من المراهقين التي تغني في المدينة في ذاك الوقت. وقال المؤرخ الشهير ستيفن بلوش بأن مصطلح «هاردكور» هو أيضًا إشارة إلى الشعور «بالضجر» من موسيقى البانك وموسيقى النيو ويف (أو كما تُترجم: موسيقى الموجة الجديدة). يشير بلوش أيضًا إلى أن المصطلح يشير إلى «متطرف، أو البانك المطلق».
يقول كيليفا سانيه أن مصطلح «هاردكور» يشير إلى موقف «الانقلاب نحو الداخل» تجاه المشهد و«تجاهل المجتمع الأوسع»، كل ذلك بهدف تحقيق الشعور بـ«هدف مشترك» وكونه جزءا من مجتمع معين. يستشهد سانيه باختيار أعضاء فرقة أغنوستيك فرونت كمثال على هذا بتأكيدهم على «مواطنة المشهد الموسيقي»؛ تم اختيار أعضاء الفرقة على أساس كونهم جزء من المشهد الهاردكور المحلي وحضورهم الحفلات عوضا تجارب الأداء الموسيقية.

## تأثيره على الأنواع الأخرى

### الروك البديل
بدأت بعض فرق الهارد كور باختبار أنماط موسيقية أخرى في ضوء مضي رحلاتها المهنية خلال ثمانينات القرن العشرين وأصبح يُطلق على الأنواع الناشئة عن هذه الفرق اسم «الروك البديل».

### الغرنج
بدأت عدة فرق من شمالي الساحل الغربي الأمريكي خلال منتصف الثمانينات بتكوين نمط موسيقي اتصف بـ«صوت عنيف جمع ما بين الإيقاعات البطيئة للهيفي ميتال مع الشدة التي التي تمتع بها الهاردكور»، وبذلك ظهر نوع فرعي جديد من موسيقى الروك البديل أطلق عليه اسم الغرنج. ولقد تطور الغرنج عن المشهد الموسيقي المحلي لنوع البانك روك في مدينة سياتل الأمريكية. يعمل الأسلوب الموسيقي للغرنج على صهر عناصر مأخوذة من الهاردكور ومن الهيفي ميتال، وذلك بالرغمِ من مزاولة بعض فرق الغرنج للحنٍ يُظهر النمط الخاص بأحد النوعين أكثر من نمط النوع الآخر.

### الموسيقى الإلكترونية
يتسم نوع الهاردكور الرقمي بصهره لعناصر مأخوذة من الهاردكور بانك وعدة أشكال من الموسيقى الإلكترونية وموسيقى التكنو. ونشأ هذا النوع في ألمانيا خلال مطلع تسعينيات القرن العشرين، ومن الملامح التي غالبًا ما تبرز في هذا النوع هو إدخاله لسمات غنائية سوسيولوجية أو يسارية سياسية متطرفة. ويصهر نمط إلكتروني موسيقي آخر هو نينتندوكور كلًا من الهاردكور مع موسيقى ألعاب الفيديو وموسيقى تشيبتون وموسيقى الثمانية بتات.